# テープカッター

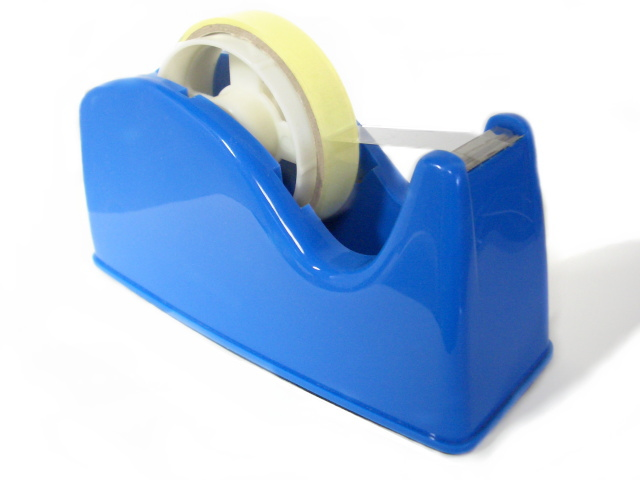
セロハンテープを装着した卓上型テープカッター

テープカッターはセロハンテープなどの巻物状のテープを切るために用いられる事務用品である。

## 概要

### 名称
テープカッターあるいはテープディスペンサーと呼ばれる。（英語表記：Tape dispenser）

### 形態
その多くは、セロハンテープ、OPPテープ、メンディングテープを切るための事務用品として知られている。

卓上型（大巻き・小巻きテープ両対応）、掌握型（大巻きテープ対応）、ポケットサイズ型（小巻きテープ対応）、コノ字型をした刃を巻物状のテープに直接的に取り付ける簡易的なテープカッターの４種に大別される。

巻物状のテープをテープカッターに装着し、帯状になった粘着テープの端を引っ張り切る。切り取られた一片の粘着テープ用途は、梱包、工業、医療等あらゆる広範囲に及び使用される。

## 歴史
日本国内では、1960年にゴム、ビニルテープ製造メーカーの共和が「ロータリー式セロファンテープカッター（ROTARY DISPENSER）/インダストリアルデザイン：柳宗理」を発表したことが確認されているが、実際の発明はこれよりずっと前に遡ると考えられる。

### 粘着テープの普及とテープカッター
1930年米国の3Mのリチャード・Ｇ・ドルーがセロファンテープを完成させる。

太平洋戦争後の1947年12月に日本では、GHQ の打診を受けたニチバン（当時：日絆工業株式会社）は、1948年1月に基材（支持体）となるセロファンの片面に接着剤を塗り、帯状にしたもの。通常の製品は、これを巻き取った巻物状にして供給される。粘着テープを開発した。『セロテープ®』は、登録商標である。

その後、セロファン粘着テープの使用が普及するにつれて、便利なテープカッターが多く市販されるようになる。粘着テープの消費量や用途に合わせテープ自体の種類も増加した。

1960年に住友スリーエムが設立され、間もなく粘着テープの国産を開始した。国内テープカッター市場が活発化したのは、1960年代である。

- 1961年ライオン事務器がテープカッター「No.25」を国内発売
- 1965年エルム工業がテープディスペンサー「M-200」を海外へ輸出
- 2010年粘着テープの切断部形状が山切り形状ではなく直線的になる特殊加工刃を有するテープカッターが複数の事務用品メーカーより発売

## 構造
手前前方に刃を備え、奥側後方に水平に回転部（巻物状の粘着テープを装着させる治具）のついた構造。帯状になった粘着テープの端を引っ張る（巻物状の粘着テープの中心部から５°以上の角度で引く）と、設置されたテープが回転してはがれるようになっており、テープの端を指でつまんで引き出し手前前方の刃で切断する。

卓上型テープカッターについては、使用時の安定性を確保する為に重量が1Kg以上必要となる。一般的に筐体は、ABS樹脂製もしくは金属製である。テープカッターの内部にセメント等の錘が収められている。巻物状の粘着テープを固定する治具をリールやプーリーと呼び回転させる役割がある。また、固定にリールを必要としない、リールレス方式のテープカッターもある。

## 粘着テープ

### セロファンテープ
1908年にスイスのブランデンベルガーが木材パルプを原料にしたフィルム、セロファンを発明。1930年米国の３Ｍ™のリチャード・Ｇ・ドルーがフィルムに粘着剤を塗布した『セロファンテープ』を完成させる。

日本国内の粘着テープメーカーがテープの規格寸法を米国の規格を採用したため、巻き芯（紙管）の内径寸法は、大巻き＝3inch（約76mm）、小巻き＝が1 inch（約25mm）。テープの幅は1/2 inch（約12mm）、3/4 inch (約18mm)、1 inch（約24mm）となる。現在でもその名残でインチを基準とした商品が主流となっている。

### OPPテープ
OPP(Oriented Poly Propylene)テープとは、ポリプロピレン材を溶融押出成型により透明なフィルムにして粘着剤を塗布した延伸ポリプロピレンテープのこと。セロファンテープ同様に耐水性、耐湿性、透明性に優れているため、主に梱包の際に使用されセロファンテープよりも製造コストが低い。

### 業務用のテープカッター
プロツールとして、その分野及び使用目的に合わせた特殊な性能を有するテープカッターが多数ある。

- 積水化学工業　OPPテープ用カッター ヘルパーT型
- 寺岡製作所　パックカッター No.011
- ３Ｍ™ 梱包用サイドタブディスペンサー SD-3
- 共和　パイロン®　野菜結束機　パイロンイージーカットシーラーマークⅡ
- ニチバン　野菜結束機　たばねら™

### 電化されたテープカッター
工業用、梱包業務用として電化された自動式（半自動式）テープカッターがある。

その多くは、卓上型で粘着テープは、あらかじめ定められた長さ寸法位置で切断し排出される機構を備える。

卓上型の電動式テープカッターは、1980年代に国内事務器メーカー（当時：エルム工業株式会社/東京都葛飾区西新小岩）が化学メーカーの打診により企画・開発し1987年に販売したことが始まり。現在では、電動式テープカッターが複数のメーカーから発売されている。
- 共和　パイロン®   オートディスペンサー「KB-830」
- ニチバン　オートテーパー™「TCE-700」
- 日東電工CSシステム    オートディスペンサー「AS-7」
- コクヨ　電動テープカッター「T-EM10」
- エクト　ELM®「M-1000」